# Quadrans

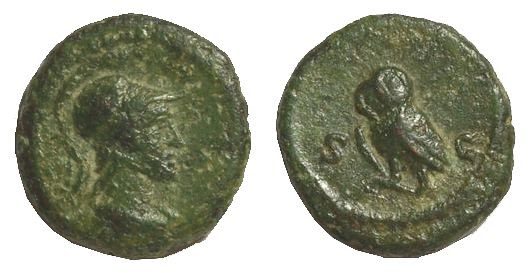
Kwadrans anonimowy z czasów Domicjana

Quadrans, kwadrans (łac. quadrāns – ćwierć)  – moneta w starożytnym Rzymie równa 1/4 asa.
Od wprowadzenia asa do obiegu w rzymskim systemie monetarnym (pocz. III w. p.n.e.) stanowił jego podziałkę jako czwarta część (stąd nazwa) tego nominału. Na awersie nosił wyobrażenie głowy Herkulesa, a na odwrocie (poniżej dziobu okrętu) znaczony był trzema punktami (kropkami) jako mający wartość trzech uncji (dlatego wcześniej nazywano go teruncius). W okresie Republiki bity z brązu kwadrans uległ redukcji z pierwotnej wagi 68,25 g do 3,4 grama.
W czasach cesarstwa miedziany kwadrans stanowił nadal czwartą część asa. W systemie monetarnym ustalonym za panowania Augusta był najmniejszą jednostką monetarną o wadze normatywnej 3,24 g; 1600 kwadransów równało się aureusowi (złotemu denarowi). Średnica krążka wynosiła 15-18 mm. Od pozostałych monet różnił się brakiem podobizny panującego cesarza. Funkcjonował w obiegu niemal do końca II stulecia n.e., choć ostatnie obfite i zróżnicowane emisje pochodzą z czasów Trajana.
We wschodnich prowincjach cesarstwa określano go grecką nazwą kodrantes (κοδράντης) i tak wymieniony jest w ewangeliach Nowego Testamentu (Mt 5,26; Mk 12,42). Szczególnym zjawiskiem są kwadransy anonimowe (bez inskrypcji) emitowane po Neronie i pochodzące przypuszczalnie z okresu panowania Domicjana. Ponadto z okresu rządów Hadriana znane są emisje nietypowych kwadransów z legendą METAL DELM, zwanych „górniczymi”, gdyż prawdopodobnie służyły jedynie do wypłat w kopalniach.